# Claudia Quadri
Claudia Quadri, née en 1965 à Lugano, est une animatrice de radio et de télévision et une écrivain suisse de langue italienne contemporaine.

## Biographie
Après avoir travaillé dix ans à la Radio suisse italienne, Claudia Quadri travaille, dès 1997, pour les émissions Millefogli, Palomar, Storie et Cult tv à la télévision suisse italienne.
En 2000, elle publie son premier roman, Lupe, chez Edizioni Casagrande, l'éditeur en langue italienne de Bellinzone. Trois ans plus tard, parait son deuxième roman, Lacrima (Casagrande, 2003). Le 23 mars 2008, est publié, chez le même éditeur, Come antiche astronavi. Lacrima a été publié en allemand par Edition 8, Zürich.

## Œuvres
- 2000 : Lupe, roman, Edizioni Casagrande  (ISBN 8-8771-3333-3)
- 2003 : Lacrima, roman, Edizioni Casagrande  (ISBN 8-8771-3388-0)
- 2008 : Come antiche astronavi, roman, Edizioni Casagrande  (ISBN 8-8771-3520-4)
- 2013 : Suona, Nora Blume, roman, Edizioni Casagrande  (ISBN 9-7888-7713-6299)